# 30
Évszázadok: i. e. 1. század – 1. század – 2. század
Évtizedek: i. e. 10-es évek – i. e. 1-es évek – 1-es évek – 10-es évek – 20-as évek – 30-as évek – 40-es évek – 50-es évek – 60-as évek – 70-es évek – 80-as évek
Évek: 25 – 26 – 27 – 28 –  29 – 30 – 31 – 32 – 33 – 34 – 35

## Események

### Római Birodalom
- Lucius Cassius Longinust (helyettese júliustól Lucius Naevius Surdinus) és Marcus Viniciust (helyettese Caius Cassius Longinus) választják consulnak.
- Április 7: Jézus keresztre feszítésének egyik valószínű időpontja.
- Miután Agrippinát (Tiberius császár menye) és idősebb fiát, Nerót elítélték és száműzték, második fiát, Drusus Caesart is a császár elleni összeesküvéssel vádolják és a Palatinuson bebörtönzik.
- Elkészül Verona amfiteátruma.

### India
- Uralomra kerül Kudzsula Kadphiszész, a Kusán Birodalom megalapítója.

### Kína
- Miután Kelet-Kína meghódolt, Kuang Vu császár folytatja a birodalom egységének helyreállítását és a nyugaton fellázadó Vej Hsziao hadúr, valamint a délnyugaton önálló államot kikiáltó Kung-szun Su "császár" ellen indít hadjáratot.

## Születések
- november 8. – Nerva római császár († 98)
- Poppaea Sabina, Nero császár második felesége

## Halálozások
- Názáreti Jézus halálának egyik feltételezett éve
- Sammáj, zsidó teológus

## Fordítás
- Ez a szócikk részben vagy egészben  az   AD 30 című angol Wikipédia-szócikk ezen változatának fordításán alapul.  Az eredeti cikk szerkesztőit annak laptörténete sorolja fel. Ez a jelzés csupán a megfogalmazás eredetét és a szerzői jogokat jelzi, nem szolgál a cikkben szereplő információk forrásmegjelöléseként.